# Subria
Subria is een geslacht van rechtvleugeligen uit de familie sabelsprinkhanen (Tettigoniidae). De wetenschappelijke naam van dit geslacht is voor het eerst geldig gepubliceerd in 1874 door Stål.

## Soorten
Het geslacht Subria omvat de volgende soorten:
- Subria amazonica Redtenbacher, 1891
- Subria crassicerca Naskrecki & Morris, 2000
- Subria frontalis Karny, 1907
- Subria grandis Walker, 1869
- Subria microcephala Brongniart, 1897
- Subria nitida Stål, 1874
- Subria scutellaris Naskrecki & Morris, 2000
- Subria solomona Willemse, 1966
- Subria sulcata Redtenbacher, 1891
- Subria sylvestris Naskrecki & Morris, 2000
- Subria uniformis Willemse, 1966
- Subria viridis Caudell, 1918